# Astraptes fulviluna
Astraptes fulviluna is een vlinder uit de familie van de dikkopjes (Hesperiidae). De wetenschappelijke naam van de soort is voor het eerst geldig gepubliceerd in 1888 door Paul Mabille. Deze naam wordt wel als een synoniem van Astraptes aulus (Plötz, 1881) beschouwd.